# Нарын (Аксыйский район)
Нарын  (кирг. Нарын) — одно из самых густонаселённых сёл Аксыйского района Джалал-Абадской области Кыргызстана. Входит в состав Уч-Коргонского аильного округа.
Находится на правом берегу реки Нарын (бассейн реки Сыр-Дарья), рядом с с. Кызыл-Жар, напротив Учкургана (Узбекистан) на высоте 583 м над уровнем моря. Расположено в 70 км юго-восточнее города Кербен и 124 км от областного центра города Джалал-Абад. До границы с Республикой Узбекистан — 8,3 км.

## Население
По состоянию на начало 2021 года население составляло 11 306 жителей (в 2009 году — 7 730 чел.).
Жители села, в основном, заняты в сельском хозяйстве.
Имеюся 2 средние общеобразовательные школы, библиотека, 2 детских сада (государственный и частный), больница (с хирургическим, терапевтическим, детским, инфекционным, родильным отделениями), 5 аптек, дом культуры, мечеть, отделение почты, отдел полиции, паспортный стол, 3 предприятия по ремонту техники , 2 рынка, 48 магазинов торговли, 2 столовых и ресторанов, кафе и чайхана, 5 баров. Предприятия бытового обслуживания, магазины и столовые, кафе, чайханы, мельницы работают только по воскресеньям.

## Демография
| Годы                  | 2009  | 2018   | 2021   |
| --------------------- | ----- | ------ | ------ |
| Численность населения | 7 730 | 10 599 | 11 306 |

## История
Основано в 1930 году. До 1990 года входило в состав Ошской области.